# Facultad de Ciencias Biológicas de la Pontificia Universidad Católica de Chile
La Facultad de Ciencias biológicas de la Pontificia Universidad Católica de Chile es la unidad académica con forma de facultad desde 1970 encargada dentro de la universidad de desarrollar alumnos tanto de pregrado como de postgrado con conocimientos en el campo de la biología.
En la actualidad, la Facultad de Ciencias Biológicas forma a 600 estudiantes propios de pregrado, distribuidos en los Programas de Biología, Bioquímica y Biología Marina. Además, atiende un promedio anual de 3.500 estudiantes de pregrado de otras carreras, cuya formación requiere enseñanza biológica. A nivel de enseñanza avanzada, esta Facultad imparte desde 1970 el Programa de Doctorado más antiguo y de mayor tamaño en la Universidad, con 200 estudiantes activos y otros 259 ya graduados.

## Historia
Los primeros grupos de investigación en ciencias biológicas surgen en la Facultad de Medicina; el desarrollo de estos grupos de investigación los lleva a consolidarse, formando el Instituto de Ciencias Biológicas en el año 1970.[cita requerida] Este Instituto con rango de Facultad desde sus inicios y con el nombre de Facultad de Ciencias Biológicas a partir del año 1982, impartió la docencia de Biología para las distintas carreras de la PUC. Durante el año 1970, se crea la Licenciatura y el Doctorado en Ciencias Biológicas[cita requerida].
La consolidación de la Facultad de Ciencias Biológicas dentro de la universidad, más su interacción con la facultad de Química, genera la carrera de Bioquímica. En la resolución del Consejo Superior Nº272/78 se aprobó el primer plan de estudios de la carrera. El año 1979, se recibe a los primeros alumnos de la carrera, egresando en el año 1985 con el grado de Licenciado en Bioquímica y Título de Bioquímico. En el año 2007 se crea la carrera de Biología Marina que aumenta en alrededor de treinta el número de alumnos de la Facultad por generación[cita requerida].

## Carreras
Dentro de la facultad se imparten 3 carreras; Biología, Bioquímica y Biología marina; las cuales duran 5 años de pregrado. El año 2013, ingresaron a la facultad 153 alumnos nuevos; en 2011, ingresaron 157 alumnos a la facultad.

## Departamentos de la Facultad
Dentro de la facultad, se encuentran cuatro departamentos con áreas de investigación bien definidas.
El departamento de biología molecular y celular, fundado el 16 de octubre de 1989, está orientado al análisis de los mecanismos estructurales, funcionales y regulatorios dentro de células eucariontes animales. El departamento de fisiología nació junto con la facultad misma durante 1970, sin embargo, ya existía alumnado junto con el profesor J. Pi-Suñer durante 1931 a 1933 realizando experimentación relacionada con fisiología; el departamento estudia los mecanismos que mantienen la identidad y continuidad de los organismos vivos (homeostasis), en especial a nivel reproductivo, cardiovascular y renal y a nivel sensorial.
El departamento de Genética Molecular y Microbiología fue creado el 24 de octubre de 1996, el cual ha estado enfocado en el estudio, investigación y comprensión de la biología molecular, bioquímica y microbiología tanto en virus, bacterias como también células eucariontes y procariontes; su organización al investigar se divide en el estudio de la biología molecular vegetal, la microbiología ambiental, la patogenicidad microbacteriana y la bioinformática/biotecnología.
El departamento de Ecología, se creó el año 1973 bajo el nombre de Departamento de Biología Ambiental y de Poblaciones, sin embargo, el mes de diciembre de 1988 su nombre fue cambiado al que tiene actualmente. Este departamento se enfoca en el estudio de los niveles de organización desde las estructuras más pequeñas (moléculas) hasta sistema amplios y complejos (ecosistema), sus interrelaciones, factores evolutivos y la intervención del hombre dentro de este sistema.

## Investigación
La facultad presenta la mayor cantidad de investigaciones en curso dentro de la universidad, atrayendo sobre el 25% de los fondos obtenidos en instancias competitivas por la Universidad para realizar investigación[cita requerida]. Los académicos cuentan con reconocimiento internacional, que se manifiesta a través de premios y distinciones prestigiosas que acreditan la calidad internacional de su actividad científica. Muchos, además, lideran esfuerzos institucionales de investigación, incluyendo el establecimiento y mantención de amplias redes de colaboración en investigación y formación avanzada con centros de excelencia en diversas partes del mundo[cita requerida]. Actualmente, la facultad a emitido 3610 publicaciones, incluso desde antes de su fundación, en 1952.

## Estación Costera de Investigación Marina

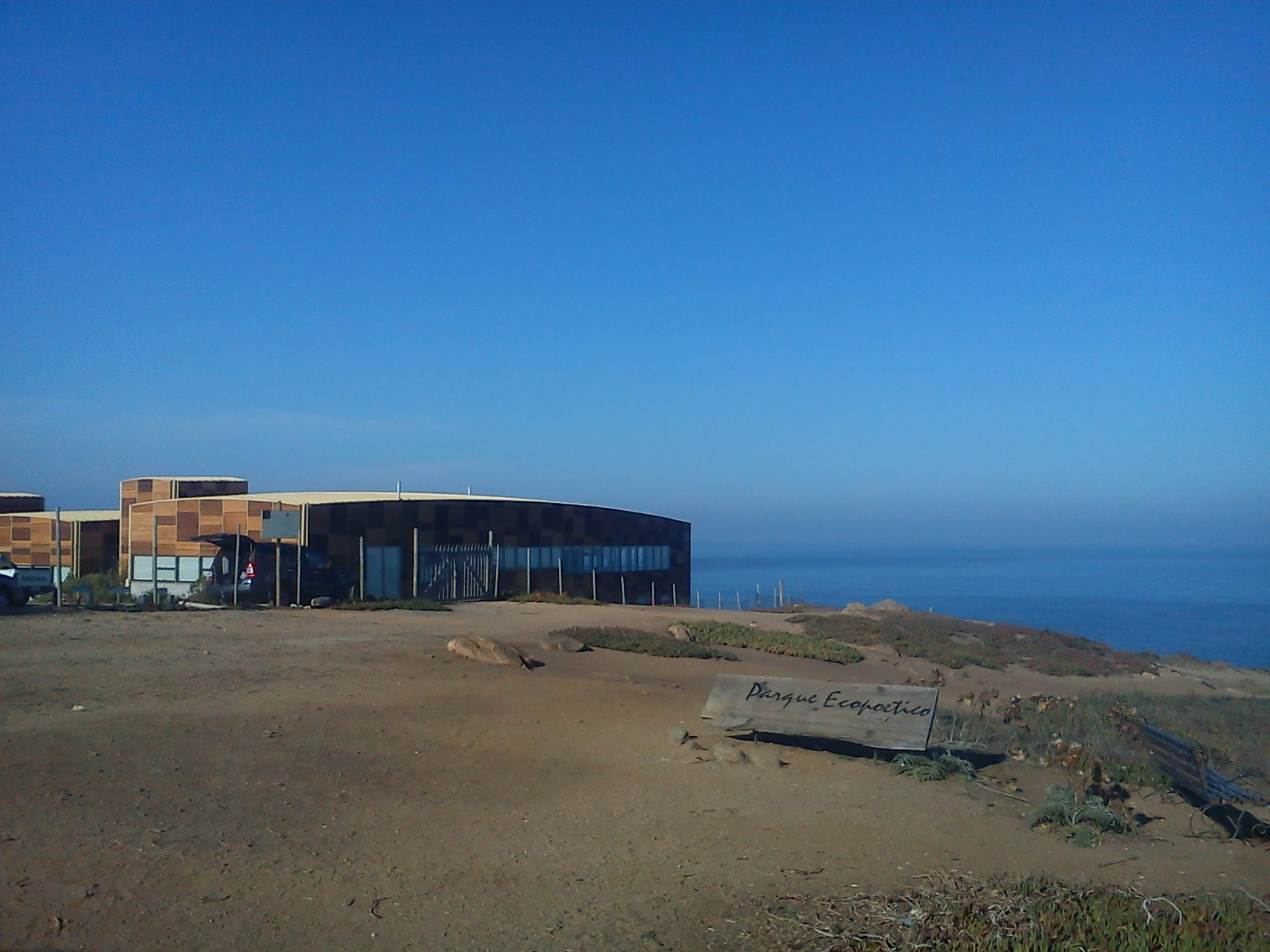
Vista externa de la estación.

La Estación costera de investigación marina (ECIM) es una instalación surgida en 1982, cuando la universidad Católica adquiere unos terrenos junto a la costa en Las Cruces, V región de Valparaíso; los profesores Juan Carlos Castilla y Patricio Sánchez cercan aproximadamente 1 kilómetro de costa rocosa y zona marítima, creando un "ambiente de exclusión humana", que en poco tiempo demuestra un cambio abrupto de la cadena trófica de esa pequeña zona costera. Esto conlleva a que el centro adquiera relevancia a nivel internacional. La construcción y financiación del primer bloque de edificios provino de fondos canadienses en 1983, luego, otro fondo en 1993 proveniente desde Italia, y finalmente, el último módulo de la estación construido durante la década de 2010 fue a través de un consorcio español. El 2008 el centro recibe por parte del gobierno la clasificación de "Área Marina Protegida Nacional" según la ley Chilena de áreas protegidas.

## Docentes destacados
La siguiente lista presenta a los docentes condecorados de la facultad de ciencias biológicas:
- Fernando García Huidobro: Profesor Emérito 1973.
- Joaquín Luco Valenzuela: (PNCC 1975), Doctor Honoris Causa 1955, Profesor Emérito 1981.
- Héctor Croxatto Rezzio: (PNCC 1979), Doctor Scientiae et Honoris Causa 1983.
- Luis Vargas Fernández: (PNCC 1985), Doctor Scientiae et Honoris Causa 1988.
- Pablo Valenzuela Valdés: (PNCAT 2002)
- Nibaldo Inestrosa Cantin: (PNCN 2008)
- Juan Carlos Castilla: (PNCAT 2010), Profesor Emérito 2013.
- Bernabé Santelices González: (PNCN 2012)
- Juan de Dios Vial Correa: Profesor Emérito 2005
- Renato Albertini Bortolameolli: Profesor Emérito 2007
- Fabián Jaksic Andrade: (PNCN 2018)[20]

### Otros docentes destacables
- Susan Bueno
- Stefan Gelcich
- Alexis Kalergis
- Pilar Carvallo
- Patricio Pliscoff
- Rodrigo de la Iglesia
- Beatriz Díez
- Jorge Campusano
- Cristina Bertocchi
- Nelson Barrera
- Francisco Bozinovic
- María Fernanda Pérez
- Juan Armesto
- Marcela Sjoberg
- Patricio Arce
- María Estela Andres
- José Antonio O’brien
- Verónica Eisner
- Mónica Vásquez
- Katia Gysling
- Pablo González
- Paulina Bull
- Sergio Navarrete
- Alejandra Álvarez
- Margarita Calvo
- Sylvain Faugeron
- Juan Larraín
- Carolina Serrano
- Gareth Owen
- Bruno Tesser
- Loreto Veliz
- Rodrigo Gutierrez
- Luis Larrondo
- Hannetz Roschzttardtz
- Cecilia Riquelme
- Carolina Alvarez
- Alicia Nogueras
- Xavier Figueroa
- María Paz Marzolo
- Hugo Olguin
- Carlos Oliva
- Fernán Federici
- Marcia González
- Miriam Fernández
- José Fariña
- Martín Carmona